# Tebaida

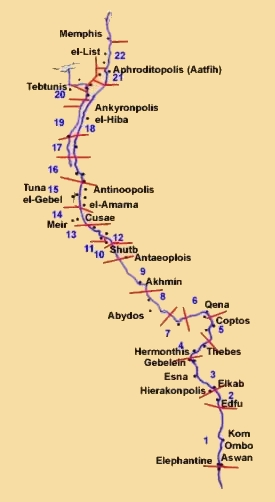
Nomy górnoegipskie – w dolnej części obszar Tebaidy

Tebaida (gr. Θηβαίς Thebais) – region w starożytnym Egipcie, do którego należało 13 najbardziej wysuniętych na południe nomów Górnego Egiptu – od Abydos do Asuanu. Nazwa pochodziła od starożytnej egipskiej stolicy – Teb.
Za rządów hellenistycznej dynastii Ptolemeuszy Tebaida stanowiła wyodrębnioną jednostkę administracyjną podległą epistrategowi Teb, który był również odpowiedzialny za nadzór nad nawigacją po Morzu Czerwonym i Oceanie Indyjskim.
W czasach Imperium rzymskiego Dioklecjan stworzył prowincję Thebais, w której stacjonowały legiony I Maximiana Thebanorum i II Flavia Constantia. Dzieliła się ona na Tebaidę Górną ze stolicą w Tebach i Tebaidę Dolną ze stolicą w Ptolemais Hermiou.
Główne miasta: Antinoopolis, Hermopolis Magna, Lykopolis, Ptolemais Hermiou, Diospolis Parva, Maximianopolis, Koptos, Diocletianopolis, Teby, Oasis Magna, Apollonopolis Magna, Syene.
W IV-V wieku pustynia tebaidzka stała się ośrodkiem chrześcijańskiego ruchu eremickiego i cenobickiego. Działali tu ojcowie pustyni, m.in. św. Onufry, Palemon, św. Pachomiusz.